# Frederick Pearson Treadwell
Frederick Pearson Treadwell (Portsmouth, 5 de fevereiro de 1857 — Zurique, 24 de junho de 1918) foi um químico analista estadunidense que trabalhou na Suíça.

## Vida
F.P. Treadwell estudou química na Universidade de Heidelberg, onde foi aluno de Robert Bunsen. Obteve o doutorado em 1878, e foi depois assistente de Bunsen de 1878 a 1881. Treadwell  tornou-se Privatdozent de química analítica no Instituto Federal de Tecnologia de Zurique (ETH) em 1882, professor titular em 1885 e professor pleno em 1893, posto que ocupou até morrer subitamente por problemas cardíacos em 1918. Seu filho William Dupré Treadwell assumiu então seu posto no ETH.

## Obras
Em 1882 já tinha publicado um livro bem referenciado com Viktor Meyer, Tables for Qualitative Analysis. Mas F.P. Treadwell foi especialmente bem conhecido por seu livro texto sobre química analítica. O "Treadwell" era de uso comum nas universidades, com diversas edições até 1949. Foi traduzido em francês, italiano, inglês, sorvo-croata e espanhol. As últimas edições foram feitas por seu filho W.D. Treadwell.
- Tables for Qualitative Analysis (Alemão:Tabellen zur Qualitativen Analyse). (1882–1947, com Viktor Meyer)
- Analytical Chemistry (Alemão: Kurzes Lehrbuch der analytischen Chemie). (1899–1949, Leipzig and Vienna, Deuticke; 2 volumes)
- Kurzes Lehrbuch der analytischen Chemie. Deuticke, Leipzig 1907. 
  - 1. Qualitative Analyse. 5., verm. u. verb. Aufl.1907
  - 2. Quantitative Analyse. 5., verm. u. verb. Aufl.1911
  - 2. Quantitative Analyse. 4., verm. und verb. Aufl., (Doppelaufl.)1907